# Christian Ferrazino
Christian Ferrazino, né à Genève en 1954, est une personnalité politique suisse, membre de SolidaritéS.

## Études et vie professionnelle
Né à Genève en 1954, Christian Ferrazino, il étudie le droit et passé sa licence à l’Université de Genève. Il obtient son brevet d’avocat en 1984, il se fait connaitre par la défense des locataires., notamment en défendant les locataires au sein de l'ASLOCA
Il poursuivra son activité d’avocat jusqu’en 1999, date de son élection au gouvernement de la Ville de Genève.
Il devient secrétaire du Rassemblement pour une politique sociale du logement en 1991, activité qu’il exercera jusqu’à son élection au Grand Conseil du Canton de Genève en 1993.
Se disant " fortement en faveur d’une société de l’information plus équitable et plus solidaire", il participe en 2003 à la création du Fonds de solidarité numérique dont il fut le porte-parole.

## Carrière politique
Membre de SolidaritéS, il est élu au Grand conseil genevois, puis devient conseiller administratif (exécutif) de la ville de Genève en 1999 sur la liste de l'Alliance de gauche.
Il est responsable du département de l'Aménagement, des Constructions et de la Voirie. À la tête de son département, il a œuvré en priorité en faveur de la mobilité douce et de la qualité de vie dans les quartiers. Il a aussi fermé plusieurs rues au trafic automobile pour y aménager des zones piétonnes et des lieux de rencontre, ce qui ne lui a pas fait que des amis dans les milieux de l'Automobile.
Son élection réduit la présence de la droite à l'exécutif à 1 siège . Il conserve son poste en 2003 et devient maire de la ville en 2003-2004. Dans le milieu politique genevois, on le surnomme « Le petit marquis » à cause de sa manière élégante de s'exprimer.

### Affaire judiciaire
Son deuxième mandat sera notamment entachés par l'affaire de la rue du Stand (2005), l’achat par la ville d’un immeuble pour son administration fut au centre d'une polémique. En effet, Christian Ferrazino et certains de ses collègues de l'exécutif de la ville furent épinglés sur les conditions opaques de l'achat et du coût surprenant de l'immeuble (payé 30 millions de francs, alors qu’il avait été estimé à 16 millions quelques mois auparavant), ce qui lui vaudra avec son collègue Pierre Muller un avertissement du Conseil d'État. Leurs bureaux furent aussi perquisitionnés.
Le dossier sera repris à zéro en 2010 avant d'être totalement classé en 2011. Est ressorti de l'enquête que rien ne pouvait leur être reproché sur le plan pénal. Il n'auraient pas eu toutes les cartes en mains pour juger de la pertinence de l'achat de l'immeuble.

## Retraite
Il ne se représente pas lors des élections de 2007 et reprend alors son activité d'avocat.
En décembre 2010, il défend son ancien collègue Pierre Muller dans une affaire de contrat d'appartement.